# Kenneth Holm
Kenneth Inge Holm (ur. 5 lutego 1958 w Sztokholmie) – szwedzki saneczkarz, olimpijczyk.

## Życiorys
Wystąpił na igrzyskach olimpijskich w 1980 w Lake Placid w konkurencji dwójek. Jego partnerem był Stefan Kjernholm. Para szwedzka zajęła 12. miejsce.
Holm i Kjernholm zajęli 2. miejsce w zawodach w Hammarstrand 27 stycznia 1980 rozgrywanych w ramach Pucharu Świata 1979/1980. Było to jedyne podium Holma w zawodach Pucharu Świata.

## Rodzina
Jego młodszy brat Mikael również był saneczkarzem, czterokrotnym olimpijczykiem.